# 애슐리 (음식점)
애슐리(Ashley)는 대한민국 이랜드이츠가 운영하는 뷔페 패밀리 레스토랑 체인이다. 애슐리는 매 분기마다 새로운 콘셉트의 새 메뉴를 제공하며, 애슐리 W, 애슐리 W+를 거쳐 현재는 고급화 매장인 '애슐리퀸즈'로 표준화 됐다. 테이크 아웃 제품을 판매하는 애슐리 투고 등을 일부 매장에서 함께 운영하고 있다.
애슐리는 2003년 3월 25일 2001아울렛 분당점을 시작으로 본격적으로 영업을 시작하였다. 2025년 현재 대한민국 내에서 운영되는 매장은 110여 개로 CJ푸드빌에서 운영하는 빕스의 61개 매장에 대비 50여개 더 많다.

## 애슐리퀸즈
|                 | 평일 점심 | 평일 저녁 | 주말/휴일 |
| --------------- | --------- | --------- | --------- |
| 성인 (13+)      | 19,900원  | 25,900원  | 27,900원  |
| 초등학생 (7-12) | 12,900원  | 15,900원  | 15,900원  |
| 아동 (0-5)      | 7,900원   | 7,900원   | 7,900원   |

2014년 12월, 기존 애슐리 W+보다 고급 뷔페인 애슐리 퀸즈가 압구정에 오픈했다. 가격은 다른 고급 뷔페와 비슷한 것으로 간주되었다. W와 W+에는 정교한 디저트와 중식, 스시, 크레이프, 쇠고기 타르타르 등 주말에만 먹을 수 있었던 메뉴들이 일상적으로 추가됐다.
매장별로 가격과 메뉴가 상이했으나, 애슐리 퀸즈가 신촌에 리뉴얼 오픈하면서 표준화됐다. 하지만 2001년 중계점, 강변점, 롯데백화점 청량리점, 해피백화점 목동점에서는 평일 디너를 22,900원이라는 저렴한 가격에 제공하고 있다. 유튜버 진용진은 2020년 영상을 통해 하루 일과가 끝나면 남은 음식을 모두 버린다는 애슐리의 주장을 확인해줬다.